# Bach Consort Wien
Bach Consort Wien ist ein 1999 von Rubén Dubrovsky gegründetes österreichisches Barockensemble.
Seiner kammermusikalischen Ausrichtung gemäß gilt für die Besetzung das Motto „so klein wie noch sinnvoll“. Dem Anspruch seines Namens entsprechend setzt sich das Ensemble vor allem mit dem Werk Johann Sebastian Bachs auseinander, wobei die Forschungsarbeit des Leiters über die Beziehung zwischen traditioneller lateinamerikanischer Musik und europäischer Barockmusik einfließt. Zudem widmet sich das Ensemble der Wiederentdeckung von Werken bedeutender Barockkomponisten. So hat das Bach Consort Wien im Fux-Jahr 2010 Johann Josef Fux’ Oratorium Christo nell orto im Rahmen der Festivals Osterklang in Wien und beim Grazer Osterfestival Psalm aufgeführt, mit dem Countertenor Franco Fagioli auch Ostermusik des Wiener Hofkomponisten Francesco Bartolomeo Conti.
Als Gäste des Ensembles traten u. a. Bernarda Fink, Emma Kirkby und Christophe Coin auf. Das Bach Consort Wien spielte u. a. im Wiener Musikverein, im Schloss Esterházy in Eisenstadt, im Brucknerhaus in Linz, in Schwetzingen, bei den Händel-Festspielen in Halle, beim Musikkollegium Winterthur, in Ancona, Zagreb, Santiago de Compostela sowie im Palau de la Música Catalana in Barcelona.

## Diskographie
- Giovanni Battista Pergolesi: La Maddalena al sepolcro, Unitel Classica, als Teil der Gesamteinspielung von Pergolesis Werk in der Kathedrale von Ancona aufgezeichnet